# 人施設論
『人施設論』（にんせせつろん、巴: Puggala-paññatti、プッガラ・パンニャッティ）とは、パーリ仏典論蔵の第4論。

## 構成
- Mātikā
- Niddeso

## 日本語訳
- 『南伝大蔵経』 大蔵出版[要文献特定詳細情報]